# Abdoul-Gafar Mamah
Abdoul-Gafar Mamah (Kpalimé, 24 agosto 1985) è un ex calciatore togolese, di ruolo difensore.

## Carriera

### Club
Ha giocato nel massimo campionato togolese, gabonese, moldavo, russo e lettone.

### Nazionale
Ha esordito con la nazionale togolese nel 2000, giocandovi la sua ultima partita nel 2016 per un totale di 93 presenze; ha inoltre preso parte a 5 diverse edizioni della Coppa d'Africa.

## Palmarès

### Club

#### Competizioni nazionali
- Coppa del Gabon: 1

FC 105 Libreville: 2004
- Campionato moldavo: 6

Sheriff Tiraspol: 2005-2006, 2006-2007, 2007-2008, 2008-2009, 2009-2010
Dacia Chisinau: 2010-2011
- Coppa di Moldavia: 4

Sheriff Tiraspol: 2005-2006, 2007-2008, 2008-2009, 2009-2010
- Supercoppa di Moldavia: 3

Sheriff Tiraspol: 2005, 2007
Dacia Chisinau: 2011